# Coal Run Village (Kentucky)
Pour les articles homonymes, voir Coal Run Village.
Coal Run Village est une ville américaine située dans le comté de Pike, dans le Kentucky. Selon le recensement de 2020, sa population est de 1 669 habitants.